# Медоед
(Инди́йский) медое́д, или лысый барсук, или ратель (лат. Mellivora capensis) — вид из семейства куньих, обитающий в Африке и Азии. Выделяется в монотипический род медоедов (Mellivora), единственный в подсемействе Mellivorinae. Известен свирепостью и бесстрашием при весьма небольших размерах. Книга рекордов Гиннесса в своих изданиях за 1998—2003 годы провозгласила медоеда «самым бесстрашным млекопитающим в мире».

## Этимология
Основное русское название полностью отражает рацион данного животного. Что интересно, одно из первых упоминаний данного слова в русском языке по отношении к животному, зафиксированное в путеводителе Зоологическом музее Императорской АН за 1864 год, указывает не на собственно на медоеда, а на медоуказчика. Ближе к рубежу XIX—XX веков слово «медоед» приобретает современное значение, что, в частности, можно проследить в первом выпуске книги XIII «Записок Кавказского отдела Императорского русского географического общества» (1884 г.; что характерно, там же по отношению к животному употребляется и слово «ратель»), а также в статьях о нём в различных версиях энциклопедии Брокгауза и Ефрона.
Наименование «ратель» было заимствовано из африкаанс, по-видимому, посредством английского. В свою очередь, африк. ratel является сокращением от африк. rateldas с аналогичным значением, которое в свою очередь, образовано от лексемы африк. ratel — медовая сота (ср. нидерл. raatel с тем же значением) и африк. das — барсук. По-видимому, одно из первых употреблений слова «ратель» в русском языке фиксируется в первом томе IV отдела «Русского энциклопедического словаря» (1875 г.), выпускавшегося под редакцией Ильи Березина.

## Описание
Медоед представляет собой животное средних размеров (несколько меньше европейского барсука), длина тела достигает около 70-75 см, хвоста — в среднем 18-20 см (до 25 см). Масса — от 7 до 13 кг, самцы немного тяжелее самок. Телосложение медоеда коренастое и приземистое, конечности и хвост относительно короткие, а передние лапы снабжены острыми когтями, приспособленными для рытья. Голова вытянутая и широкая, с коротким острым носом, глаза и уши маленькие (высота ушей достигает около 2 см).
Мех медоедов грубый, на спине волосяной покров довольно длинный. Шерсть медоедов чёрно-белой окраски с чётким разграничением. Как правило, сверху она от головы до хвоста бело-серая. Бока и нижняя часть тела, включая морду и конечности, окрашены в чёрный цвет. В некоторых африканских регионах джунглей, например на севере Демократической республики Конго, встречаются и полностью чёрные экземпляры.

## Распространение
Ареал медоедов охватывает большие части Африки и Азии. В Африке он встречается почти повсеместно, от Марокко и Египта до ЮАР. В Азии его сфера обитания простирается от Аравийского полуострова до Средней Азии (в южном Туркменистане), а также до Индии и Непала. Медоеды живут в различных климатических зонах, в том числе в степях, лесах и горных местностях до 3000 метров. Однако они избегают слишком жарких или влажных регионов, таких как пустыни или тропические леса. Азиатские медоеды проживают преимущественно в горных местностях, реже в долинах рек, предгорьях и бугристых песках.

## Поведение

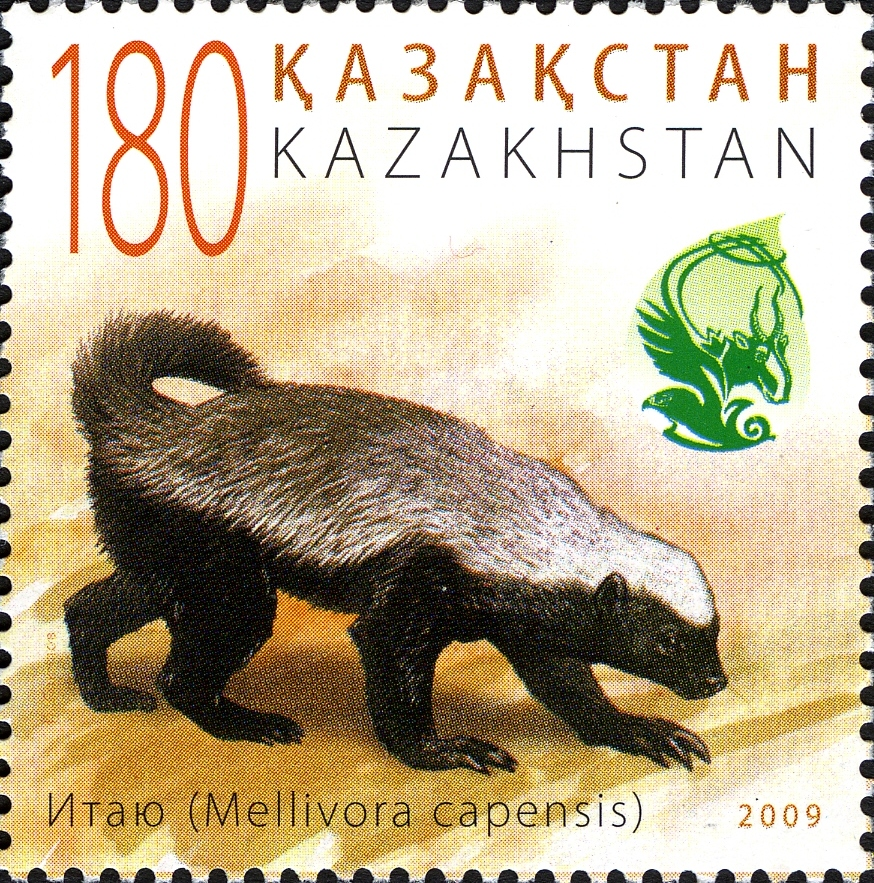
Медоед на почтовой марке Казахстана, 2009

Медоеды активны преимущественно в сумерках или ночью, однако в нетронутых человеком регионах или при прохладной погоде их можно увидеть и днём. Для сна они используют самостоятельно вырытые ямы глубиной от одного до трёх метров с небольшой выстланной мягким материалом каморкой. На своей территории медоеды располагают несколькими такими норами, и так как они за сутки проделывают далёкие походы, то почти никогда не ночуют в одном и том же месте две ночи подряд. В поисках пищи они передвигаются по земле, но иногда залезают и на деревья, особенно когда хотят добраться до мёда, что и дало им их название.
Как и большинство других видов из семейства куньих, медоеды живут поодиночке, и лишь изредка их можно наблюдать в небольших группах — как правило, молодых семействах или холостяцких стаях. У них относительно крупные индивидуальные территории, охватывающие несколько квадратных километров. О своём присутствии они извещают сородичей с помощью секрета, выделяемого специальными анальными железами. По другим данным, медоеды живут преимущественно парами.
Медоеды считаются весьма бесстрашными и даже агрессивными животными, у которых почти нет естественных врагов. Их очень толстая кожа (за исключением тонкого слоя на животе) в отдельных случаях не может быть пронзена даже зубами хищных крупных кошачьих и ядовитых змей. Сильные передние лапы с длинными когтями и зубы медоедов являются эффективным защитным оружием. К тому же они умеют, подобно скунсам, испускать зловоние, если на них нападают. Сами они, если ощущают угрозу, нападают на животных, чей размер значительно превышает их собственный, в том числе на коров и буйволов. По своему внешнему виду, строению тела, бесстрашию, характерному агрессивному поведению и всеядности медоед напоминает другого представителя куньих — росомаху.
В отличие от барсуков в более северных районах Евразии, медоед не впадает в зимнюю спячку.

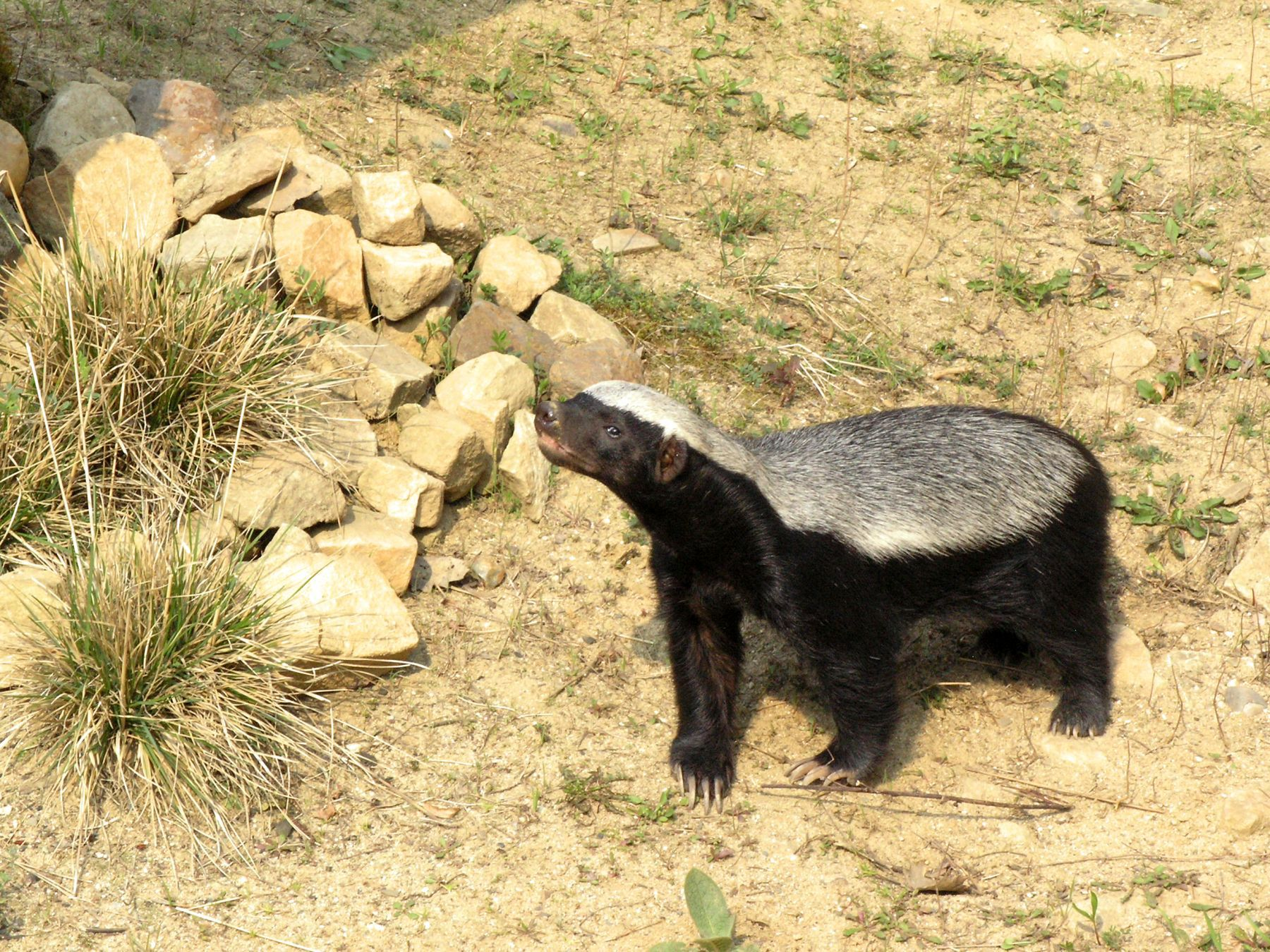
Медоед в Пражском зоопарке

Медоеды являются хищными животными. К их добыче относятся различные грызуны, а также ушастые ежи, и молодые особи более крупных видов, таких как лисица или антилопа. Кроме них к пище медоеда относятся птицы и их яйца, пресмыкающиеся, в том числе вараны, мелкие крокодилы и змеи (в том числе ядовитые), а также земноводные, личинки насекомых, скорпионы и прочие беспозвоночные. Из мясной пищи медоеды также питаются падалью. Растительную пищу медоеды употребляют по сравнению с другими видами куньих относительно мало, из неё они питаются ягодами, фруктами, корнями и клубнями. Примечательна любовь к мёду, давшая медоедам их название.
О сроке беременности медоедов существуют различные данные, что, вероятно, обусловлено характерным для куньих колеблющимся темпом развития оплодотворённой яйцеклетки. Между спариванием и рождением проходят пять или шесть месяцев, но непосредственная беременность, вероятно, короче. В помёте медоедов находятся от двух до четырёх новорождённых детёнышей, проводящих свои первые недели в выстланном сухими растениями логове. Молодняк остаётся при матери довольно долго, нередко больше года. Продолжительность жизни медоеда в дикой природе неизвестна, в неволе она составляет до 26 лет.
До сих пор не изучена необычная реакция медоедов на яды змей, таких как кобра. Внешняя реакция после укуса выглядит как конвульсии и смерть, но впоследствии (через 2 часа) животное оживает и возвращается к нормальной жизни.

## Медоеды и человек

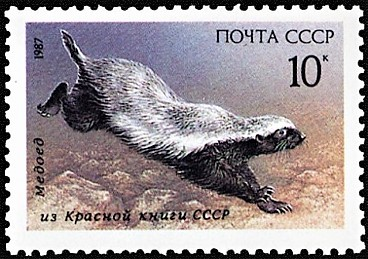
Медоед на советской почтовой марке, 1987

Несмотря на своё широкое географическое распространение, медоеды встречаются нечасто, так как каждое животное обживает весьма крупный собственный участок. Люди воспринимают их скорее как вредителей, так как в поисках мёда они уничтожают пчелиные гнёзда, а также иногда проникают в курятники, чтобы украсть домашнюю птицу. Борьба с медоедами с помощью отравленных приманок и капканов привела к тому, что их популяция в некоторых регионах, в том числе в Южной Африке, значительно сократилась. Вместе с тем, медоед сегодня не относится к животным, находящимся под угрозой исчезновения.
Пару медоедов можно наблюдать в Московском зоопарке в павильоне «Животные Африки».

## В культуре
- Медоед отразился в фольклоре многих народов Африки, в частности, фигурируя в народных сказках. Например, в сказке замбийского народа ила[англ.] шакал женится на дочери медоеда, жившего с шакалом в одной деревне. Наварив медовухи, медоед приглашает к себе на попойку зятя, а тот приходит вместе со своими родственниками. Шакалы пили весь день и всю ночь, и к следующему утру все они были настолько пьяные, что разбрелись на все четыре стороны, не замечая друг друга. С тех пор шакалы живут поодиночке, а не стаями.
- Сказка Владимира Зотова «Помощники» основана на симбиозе медоеда и медоуказчика.
- Барсучонок-медоед Банга (англ. Bunga) является одним из главных героев мультсериала «Хранитель Лев».